# Obadele Thompson
Obadele Olutosin (Obadele) Thompson (Bridgetown, Barbados, 30 maart 1976) is een voormalig sprinter uit Barbados. Thompson behoorde jaren tot de beste sprinters van de wereld op de 100 m en de 200 m. Hij deed driemaal mee aan de Olympische Spelen.

## Loopbaan
In 1996 sneuvelde Thompson in de halve finale van de Olympische Spelen van Atlanta. Op de Olympische Spelen van Sydney in 2000 won hij een bronzen medaille. Met 10,04 s op de 100 m eindigde hij achter de Amerikaan Maurice Greene (goud) en Ato Boldon (zilver). Op de 200 m werd hij op deze Spelen vierde. Ook op de Olympische Spelen van Athene in 2004 vertegenwoordigde hij het kleine eilandje uit de Cariben. Op de 100 m behaalde hij wederom de finale, maar won geen medaille.
Obadele Thompson had, totdat Usain Bolt op de Olympische Spelen in 2008 dezelfde tijd op reguliere wijze liep, de snelste 100 m ooit op zijn naam staan. Zijn tijd van 9,69 realiseerde hij op 13 april 1996 in El Paso (grote hoogte) en met een wind van meer dan 5 m/sec. Bovendien brak hij in 1999 tijdens de wereldindoorkampioenschappen het Noord-Amerikaanse indoorrecord. Ook liep hij in 1994 een wereldrecord voor junioren.
Op 21 februari 2007 bracht hij zijn verloving naar buiten met Marion Jones, die toentertijd in verwachting was. Het huwelijk voltrok zich op 24 februari 2007 in North Carolina met hun naaste vrienden en familie.

## Titels
- Centraal-Amerikaanse en Caribische Spelen kampioen 100 m - 1998
- Centraal-Amerikaans en Caribisch kampioen 100 m - 1993, 1995, 1999
- Centraal-Amerikaans en Caribisch kampioen 200 m - 1995
- NCAA-kampioen 200 m - 1996, 1997
- Barbadiaans kampioen 100 m - 2000, 2002, 2004
- Barbadiaans kampioen 200 m - 2005

## Persoonlijke records
Outdoor
| Onderdeel | Prestatie    | Datum             | Plaats       |
| --------- | ------------ | ----------------- | ------------ |
| 100 m     | 9,87 s (NR)  | 11 september 1998 | Johannesburg |
| 200 m     | 19,97 s (NR) | 9 september 2000  | Yokohama     |
| 400 m     | 45,38 s      | 30 maart 1996     | El Paso      |

Indoor
| Onderdeel | Prestatie           | Datum            | Plaats           |
| --------- | ------------------- | ---------------- | ---------------- |
| 55 m      | 5,99 s (NR)         | 22 februari 1997 | Colorado Springs |
| 60 m      | 6,56 s (NR)         | 19 februari 1999 | Fairfax          |
| 200 m     | 20,26 s (ex-AR; NR) | 6 maart 1999     | Maebashi         |

## Palmares

### Kampioenschappen
| Jaar | Wedstrijd                       | Plaats       | Resultaat | Onderdeel |
| ---- | ------------------------------- | ------------ | --------- | --------- |
| 1997 | IAAF Grand Prix                 | Fukuoka      | 2e        | 200 m     |
| 1998 | IAAF wereldbeker                | Johannesburg | 1e        | 100 m     |
| 1998 | IAAF Golden League / Grand Prix | Moskou       | 2e        | 100 m     |
| 1999 | WK                              | Sevilla      | 4e        | 100 m     |
| 1999 | IAAF Grand Prix                 | München      | 4e        | 200 m     |
| 1999 | WK                              | Sevilla      | 4e        | 200 m     |
| 1999 | WK indoor                       | Maebashi     | 2e        | 200 m     |
| 2000 | OS                              | Sydney       | 3e        | 100 m     |
| 2000 | OS                              | Sydney       | 4e        | 200 m     |
| 2004 | OS                              | Athene       | 7e        | 100 m     |

### Golden League-podiumplekken
| Jaar | Wedstrijd         | Plaats | Resultaat | Onderdeel | Prestatie |
| ---- | ----------------- | ------ | --------- | --------- | --------- |
| 1998 | Weltklasse Zürich | Zürich | 2e        | 100 m     | 10,03 s   |
| 1999 | Bislett Games     | Oslo   | 1e        | 200 m     | 20,38 s   |
| 1999 | Golden Gala       | Rome   | 2e        | 200 m     | 20,12 s   |
| 1999 | Herculis          | Monaco | 3e        | 200 m     | 20,11 s   |
| 1999 | Weltklasse Zürich | Zürich | 2e        | 100 m     | 10,02 s   |
| 1999 | Weltklasse Zürich | Zürich | 2e        | 200 m     | 20,26 s   |
| 2000 | Bislett Games     | Oslo   | 3e        | 200 m     | 20,60 s   |
| 2000 | Weltklasse Zürich | Zürich | 2e        | 100 m     | 9,97 s    |
| 2000 | Herculis          | Monaco | 2e        | 100 m     | 10,06 s   |